# Михайло Борченко
Миха́йло Бо́рченко (нар. бл. 1870 — ?) — український оперний та концертний співак (тенор), драматичний актор, антрепренер.

## Загальні відомості
Вокальну освіту здобув приватно.
1890—1991 років був актором української музично-драматичної трупи Георгія Деркача.
1892—1996 — в трупі Миколи Садовського.
1897—1998 — актор трупи Дмитра Гайдамаки.
1899—1902 — актор трупи Онисима Суслова.
1902—1904 — в трупі Федора Волика.
1910—1911 — в трупі Миколи Альбиковського.
Володів надзвичайно красивим голосом широкого діапазону.
1896 року виступав з українським концертом у Новочеркаську.
Від 1913 року мав власну трупу, з якою виступав у містах України та Росії, зокрема 1914 року гастролювали в Томську. До трупи входила відома співачка Дзбановська.
1903 року записав на фірмі «Грамофон» Ф. Гампе (Петербург) кілька народних пісень та романсів українських композиторів, в тому числі в дуеті з П. Платоновим (Цесевичем).

## Партії
- Андрій («Запорожець за Дунаєм» Гулака-Артемовського)
- Андрій («Катерина» Аркаса)